# 高橋鉄

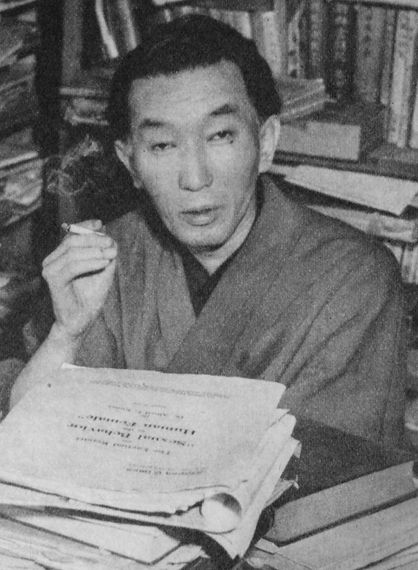
1953年頃の写真

高橋 鐵（高橋 鉄、たかはし てつ、1907年11月23日 - 1971年5月30日）は、日本の小説家、性風俗研究家。

## 人物
東京出身。日本大学卒業。小説を書き、社会主義に関心を抱くが、のちフロイトに関心を抱く。第二次世界大戦後は性科学の研究を始め、1950年に日本生活心理学会を設立、『あるす・あまとりあ』がロングセラーとなる。また同年に『人間探求』（第一出版社、1950年5月～53年8月）を創刊する。日本生活心理学会の機関誌『Seishin report』を刊行した。
性風俗、性科学に関する多数の著作は一世を風靡してよく売れ、1950年代～1980年代は高橋の著作が古書店にも多数並べられていた。戦前は阿部定事件に関する著作もある。戦中に刊行された小説『世界神秘郷』『南方夢幻郷』は特別高等警察の弾圧を受けた。自らの生い立ちはあまり語らず、逝去直前の1971年に刊行した自伝『或る阿呆の人性（ゆまにて）』は童貞を失う22歳で未完に終わっている。

## 著書
- 『世界神秘郷 幻奇小説』霞ケ関書房 1941
- 『南方夢幻郷 科学幻奇小説』東栄社 1942
- 『性典研究 性愛術篇』性科学資料刊行会 1947
- 『性愛五十年 実例・文献・統計による』千代田社 1949
- 『あるす・あまとりあ』あまとりあ社 1950 のち河出文庫
- 『異常性愛36相の分析』あまとりあ社 1950 あまとりあ選書
- 『続あるす・あまとりあ 性愛雰囲気86法の分析』あまとりあ社 1951
- 『性愛50年』あまとりあ社 1951 あまとりあ選書
- 『裸の美学 女体美を探求する』あまとりあ社 1951
- 『結婚愛会話辞典』「あまとりあ付録」 1951 のち『隠語辞典集成 20』大空社
- 『女(おみな)とは…?』あまとりあ社 1952 あまとりあ選書
- 『人性記 日本インテリゲンチャ一千名の懺悔録』第1巻 編 あまとりあ社 1952
- 『補冊あるす・あまとりあ 新態位368型の分析 天の巻』あまとりあ社 1952
- 『えろす福音書』あまとりあ社 1953 のち河出文庫
- 『紅閨秘筪』あまとりあ社 1953
- 『フロイド眼鏡』宝文館 1956 のち河出文庫
- 『性愛雰囲気86法の分析』あまとりあ社 1959 実用セックス講座
- 『図鑑結婚教室 人性トゥルー・ラブ図説』有光書房 1960
- 『性的人間の分析』秋田書店 1960 のち河出文庫
- 『せっくす・かうんせりんぐ 精神分析による女性の相談解決実例集』あまとりあ社 1960
- 『女体人性記 女とは?』あまとりあ社 1960
- 『本朝艶本艶画の分析鑑賞』有光書房 1960
- 『おとこごろし 女における妖魅の研究』有光書房 1962 のち河出文庫
- 『新・あるす・あまとりあ 全世界の性典による態位の研究』あまとりあ社 1962
- 『人物分析学入門 天才たちのSEXを剥ぐ』大樹書房 1962
- 『高橋鉄コレクション』高橋鉄コレクション刊行会 1962
- 『性感の神秘』日本文芸社 1965 のち河出文庫
- 『秘宝絵巻考』関東書房 1965
- 『あぶ・らぶ』青友社 1966 のち河出文庫
- 『日本の神話 天の岩戸は、何を象徴するか』光文社カッパブックス 1967 のち河出文庫
- 『近世近代150年性風俗図史』久保書店 1968-69
- 『人性記 現代人の性体験報告』三有出版 1968
- 『浮世絵 その秘められた一面』光文社カッパブックス 1969 のち河出文庫
- 『愛の形』あまとりあ社 1972
- 『異常愛 異常性愛の心理と行動の分析』立風書房 1972 「アブノーマル」河出文庫
- 『悪魔妖書 part 1 (王妃の淫姦記)』青木信光編 図書出版美学館 1981 高橋鉄生心レポート
- 『悪魔妖書 part 2 (妻の愛人)』青木信光編 図書出版美学館 1982 高橋鉄生心レポート

## 編纂・訳
- 『徳川性典大鑑』徳川性典大鑑普及会 1953
- 『色道禁秘抄』評釈 伏見冲敬校註 あまとりあ社 1954
- 『日本性典大鑑』日本生活心理学会,1954
- ウィーン性科学研究所編『性学事典』訳 河出書房新社 1958 世界性学全集 のち文庫
- 『濡れた女 高橋鉄性心リポート』全12巻 青木信光編 図書出版美学館 1982-83
- 『生心リポート』編 銀座書館 1987